# Marc Kienle
Marc Kienle (Ruit auf den Fildern, 22 ottobre 1972) è un dirigente sportivo, allenatore di calcio ed ex calciatore tedesco, di ruolo difensore o centrocampista.

## Palmarès

### Club

#### Competizioni nazionali
- Campionato tedesco: 1

Stoccarda: 1991-1992